# Клеман Адер

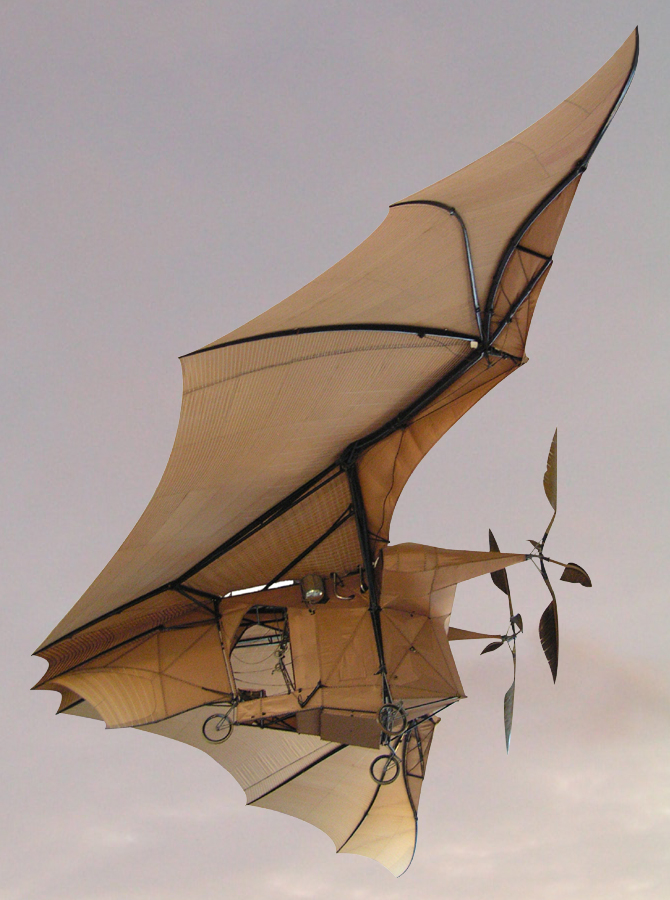
Літальний апарат Ader Avion III, сконструйований і випробуваний Клеманом Адером

Клема́н Аньє́с Аде́р (фр. Clément Agnès Ader; 2 квітня 1841, Мюре біля Тулузи — 3 травня 1925, там само) — французький винахідник, піонер авіації. Адер є першим, кому вдалося відірватися від землі на моторизованому транспортному засобі, важчому за повітря.  

## Біографія
Клеман Адер був сином Франсуа Адера та його другої дружини Антуанетти Фортане. Адери протягом кількох поколінь працювали столярами, тож батько Клемана Адера сподівався, що його син з часом успадкує його столярну майстерню. Та коли вчитель середньої школи, в якій навчався Клеман, вирішив переговорити з батьком про потенційні таланти сина й рекомендував відправити його на навчання до Тулузи, батько врешті погодився з цим. Тож у жовтні 1853 року, у дванадцятирічному віці, Клеман Адер вирушив до Тулузи, де навчався в інституті Сен-Жозеф та інституті Ассіо; ці заклади в той час відповідали за статусом середнім технічним школам. У 15 років Адер одержав диплом бакалавра. 1857 року він вступив до новозаснованої інженерної школи, яку закінчив 1861 року з дипломом інженера.
1878 року Адер удосконалив телефон конструкції Белла. 1880 року Адер встановив першу телефонну лінію в Парижі, а 1881 року він представив так званий театрофон, розроблений на основі модифікованого ним телефону й призначений для стереофонічної передачі музичних виступів на відстань до 3 км.
1903 року Адер розробив двигун V8 для ралі Париж — Мадрид; Було побудовано 3 або 4 агрегати, але жоден з них не був проданий.
Перший в історії (неконтрольований) моторизований політ на літаку Avion I, сконструйованому Клеманом Адером, закінчився аварією. Ader Avion I піднявся в повітря 9 жовтня 1890 року, здійснивши політ близько 50 метрів. Деякі історики авіації вважають, що апарат під час розгону зробив усього декілька затяжних стрибків у повітрі, але не зміг продемонструвати повноцінний політ на довшу відстань.
Під час франко-прусської війни Адер за власні кошти створив один із аеростатів, який використовувався для прориву облоги Парижа в 1870/71 роках.
Адер придумав слово «avion» («літак»), яке ввійшло у французьку мову. Існує припущення, що слово «avion» було абревіатурою і розшифровувалося як «Appareil Volant Imitant les Oiseaux Naturels» («Літаюча машина, що імітує природних птахів») та більш вірогідною є версія, за якою Адер придумав свій термін від латинського слова avis («птах»). Звідси походить і українське слово «авіація», запозичене свого часу з французької мови. Розробляючи свої літальні апарати, Адер взяв за модель структуру крил кажанів і спробував скопіювати її у всіх деталях. Крила його конструкцій складалися на землі подібно до крил кажанів.
Літальний апарат Ader Avion III був консольним літаючим монопланом, який приводився в дію 4-циліндровим паровим двигуном потужністю 20 к.с., який задіював чотирилопатевий гвинт. Керування літальним апаратом відбувалося за допомогою підкручування крил і покритої тканиною секції фюзеляжу, яка була витягнута назад, як руль.

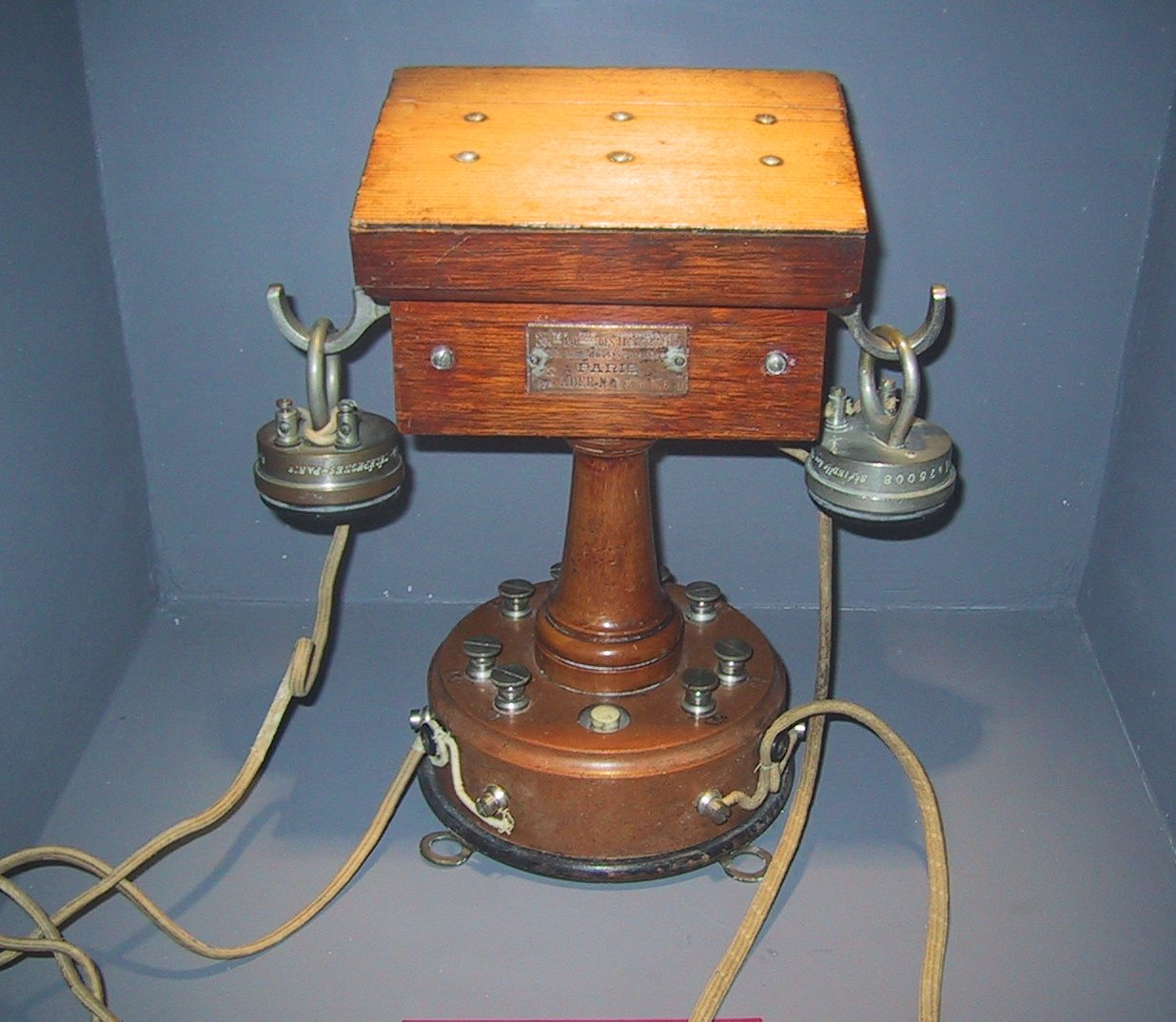
Телефон, сконструйований Адером

Спочатку Адер мав підтримку від французького уряду. Але після аварії під час демонстрації його Avion III цю підтримку було відкликано. За словами офіцера-спостерігача, апарат пролетів лише 300 метрів на висоті 20 сантиметрів, тож подальше вдосконалення апарата було визнано безперспективним. З 1900 року Aders Éole III був виставлений для публіки в Парижі. 1910 року Адер опублікував опис своїх експериментів та прототипів літальних апаратів.
Клемент Адер помер 3 травня 1925 року в Тулузі . Місце авіаційного заводу Airbus у Тулузі Сен-Мартен було названо на згадку про Адера «Завод Клемана Адера» («L'usine Clément Ader»), а основний ангар для складання літака отримав назву «Ангар Клемана Адера». На півночі Антарктичного півострова є гора, названа на його честь.

## Праці
- L'Aviation militaire, Berger-Levrault, 3e édition, 1911 ; 8e édition, 1914 ; перевидання: Service historique de l'Armée de l'air, 1990 ISBN 978-2-904521-11-9
- La première étape de l'aviation militaire française, Paris, J. Bosc et Cie, 1907 Онлайн.
- Avionnerie militaire : Pointage aérien: Instruments de mesure pour avions torpilleurs : Le catachros, le vélosolmètre, l'altimètre : tableaux de guide de visée, Paris; Nancy: Berger-Levrault, 1918 Онлайн.